# Hydraena nelsonmandelai
Hydraena nelsonmandelai är en skalbaggsart som beskrevs av Dewanand Makhan 2008. Hydraena nelsonmandelai ingår i släktet Hydraena och familjen vattenbrynsbaggar. Inga underarter finns listade i Catalogue of Life.